# Stadium Racing Colmar
El Stadium Racing Colmar es un equipo de fútbol de Francia que juega en Championnat National 2, la cuarta liga de fútbol más importante del país.

## Historia
Fue fundado en el año 1920 en la ciudad de Colmar y ha estado en la Ligue 1 en una ocasión y ha participado en 5 ocasiones en la Ligue 2. Su mejor resultado hasta el momento ha sido eliminar al Lille OSC de la Copa de Francia 2009/10 10-9 en penales.
El club en la temporada 2015/16 pasó del Championnat National a la sexta categoría tras declararse en bancarrota.

## Palmarés
- CFA Grupo A: 1

2010
- Alsace Division: 2

1973, 1997

## Jugadores

### Jugadores destacados
- Ryad Boudebouz
- Ali Nemouchi
- Camillo Jerusalem
- Michel Mondeguer
- Malenga N'Zuzi Matai
- Guy Armand Feutchine
- Simon Mevoa Enama
- Bamory Sanogo
- Juan Mbela
- François Bader
- Cyril Bagnost
- Amaury Bischoff
- Jérémy Bontemps
- Cédric Camatte
- Joël-Eric Carvigan
- Cédric Faivre
- Mathieu Guy
- Charles Heiné
- Pascal Johansen
- Raymond Kaelbel
- Marc Keller
- Jean-François Kornetzky
- Aurélien Lévêque
- Thomas Régnier
- Jérémy Stangel
- Jonathan Tauleigne
- Aymard Moro Mvé
- Gyula Nagy
- Riyad Boukakiou
- Adel Ben Khedir
- Abdel Moukhlil
- Gary Stralka
- Tagba Mini Balogou